# Pseudoechthistatus
Pseudoechthistatus is een kevergeslacht uit de familie van de boktorren (Cerambycidae). De wetenschappelijke naam van het geslacht werd voor het eerst geldig gepubliceerd in 1917 door Pic.

## Soorten
Pseudoechthistatus omvat de volgende soorten:
- Pseudoechthistatus acutipennis Chiang, 1981
- Pseudoechthistatus birmanicus Breuning, 1942
- Pseudoechthistatus granulatus Breuning, 1942
- Pseudoechthistatus obliquefasciatus Pic, 1917